# Ubezpieczenie wypadkowe w Polsce
Ubezpieczenie wypadkowe – rodzaj ubezpieczenia społecznego gwarantującego dostęp do świadczeń socjalnych, których nie obejmuje ubezpieczenie chorobowe, w przypadku utraty zdolności do pracy, wypadku przy pracy lub choroby zawodowej. Świadczenie to jest obowiązkowe dla wszystkich osób aktywnych zawodowo.

## Zakres świadczenia
Wypadek przy pracy zdefiniowany jest w ustawie o ubezpieczeniach społecznych jako nagłe zdarzenie wywołane przyczyną zewnętrzną (bez woli człowieka), którego bezpośrednią konsekwencją jest uszczerbek na zdrowiu, które miało związek z pracą:
- podczas lub w związku z wykonywaniem przez pracownika zwykłych czynności lub poleceń przełożonych,
- podczas lub w związku z wykonywaniem przez pracownika czynności na rzecz pracodawcy, nawet bez polecenia,
- w czasie pozostawania pracownika w dyspozycji pracodawcy w drodze między siedzibą pracodawcy a miejscem wykonywania obowiązku, wynikającego ze stosunku pracy.

Za chorobę zawodową, zgodnie z art. 235¹ Kodeksu pracy, uważa się chorobę, wymienioną w wykazie chorób zawodowych, jeżeli w wyniku oceny warunków pracy można stwierdzić bezspornie lub z wysokim prawdopodobieństwem, że została spowodowana działaniem czynników szkodliwych dla zdrowia, występujących w środowisku pracy albo w związku ze sposobem wykonywania pracy.

## Objęcie ubezpieczeniem społecznym
Obowiązkowo ubezpieczeniem wypadkowym są objęte osoby, które są też objęte ubezpieczeniami emerytalnym i rentowymi.
Ubezpieczeniem wypadkowym nie są objęci:
- bezrobotni, którzy pobierają zasiłek dla bezrobotnych lub świadczenie integracyjne,
- posłowie do Parlamentu Europejskiego, o których mowa w art. 1 ust. 1 ustawy z dnia 30 lipca 2004 r. o uposażeniu posłów do Parlamentu Europejskiego wybranych w Rzeczypospolitej Polskiej[5],
- osoby, które wykonują pracę nakładczą,
- żołnierze niezawodowi, którzy pełnią czynną służbę, oprócz żołnierzy pełniących służbę kandydacką,
- osoby na urlopach wychowawczych, osoby pobierające zasiłek macierzyński albo zasiłek w wysokości zasiłku macierzyńskiego,
- osoby, które pobierają: świadczenie socjalne wypłacane w okresie urlopu, zasiłek socjalny wypłacany na czas przekwalifikowania zawodowego i poszukiwania nowego zatrudnienia, wynagrodzenie przysługujące w okresie korzystania ze świadczenia górniczego albo w okresie korzystania ze stypendium na przekwalifikowanie,
- osoby, które pobierają świadczenie szkoleniowe wypłacane po ustaniu zatrudnienia,
- członkowie rad nadzorczych wynagradzani z tytułu pełnienia tej funkcji,
- osoby, które są objęte dobrowolnymi ubezpieczeniami emerytalnym i rentowymi na podstawie art. 7 ustawy o systemie ubezpieczeń społecznych,
- osoby, które sprawują osobistą opiekę nad dzieckiem.